# Pardosa lineata
Pardosa lineata är en spindelart som beskrevs av F. O. Pickard-Cambridge 1902. Pardosa lineata ingår i släktet Pardosa och familjen vargspindlar. Inga underarter finns listade i Catalogue of Life.